# Premyer Liqası 2006/07
Die Premyer Liqası 2006/07 war die fünfzehnte Auflage der höchsten Fußball-Spielklasse von Aserbaidschan. Meister wurde Xəzər Lənkəran. Es war der erste Meistertitel in der Vereinsgeschichte. Zudem gewann das Team mit dem Pokalsieg auch das Double.
Die Saison mit 13 Teams begann am 5. August 2006 und endete am 23. Mai 2007. FK Gəncə war wegen finanzieller Probleme für diese Saison ausgeschlossen worden.

## Vereine
| Verein                     | Stadt    |
| -------------------------- | -------- |
| FK Olimpik Baku            | Baku     |
| FK Baku                    | Baku     |
| İnter Baku                 | Baku     |
| Neftçi Baku PFK            | Baku     |
| FK Qarabağ Ağdam           | Ağdam    |
| MKT Araz İmişli            | İmişli   |
| FK Xəzər Lənkəran          | Lənkəran |
| FK Gənclərbirliyi Sumqayıt | Sumqayıt |
| PFK Simurq Zaqatala        | Zaqatala |
| Gilan Qəbələ               | Qəbələ   |
| FK Şahdağ-Samur            | Qusar    |
| PFK Turan Tovuz            | Tovuz    |
| FK Karvan Yevlax           | Yevlax   |

## Abschlusstabelle
| Pl. | Verein                     | Sp. | S  | U | N  | Tore    | Diff. | Punkte |
| --- | -------------------------- | --- | -- | - | -- | ------- | ----- | ------ |
| 1.  | FK Xəzər Lənkəran          | 24  | 17 | 5 | 2  | 050:160 | +34   | 56     |
| 2.  | Neftçi Baku PFK            | 24  | 17 | 3 | 4  | 047:150 | +32   | 54     |
| 3.  | FK Baku (M)                | 24  | 14 | 6 | 4  | 025:100 | +15   | 48     |
| 4.  | İnter Baku                 | 24  | 13 | 6 | 5  | 036:120 | +24   | 45     |
| 5.  | MKT Araz İmişli            | 24  | 12 | 5 | 7  | 023:180 | +5    | 41     |
| 6.  | FK Olimpik Baku            | 24  | 11 | 8 | 5  | 028:170 | +11   | 41     |
| 7.  | FK Karvan Yevlax           | 24  | 10 | 5 | 9  | 036:300 | +6    | 35     |
| 8.  | FK Qarabağ Ağdam (P)       | 24  | 6  | 9 | 9  | 020:270 | −7    | 27     |
| 9.  | PFK Simurq Zaqatala (N)    | 24  | 6  | 7 | 11 | 027:330 | −6    | 25     |
| 10. | PFK Turan Tovuz            | 24  | 5  | 5 | 14 | 024:380 | −14   | 20     |
| 11. | Gilan Qəbələ (N)           | 24  | 4  | 4 | 16 | 017:470 | −30   | 16     |
| 12. | FK Gənclərbirliyi Sumqayıt | 24  | 3  | 3 | 18 | 016:540 | −38   | 12     |
| 13. | FK Şahdağ-Samur            | 24  | 1  | 8 | 15 | 015:470 | −32   | 11     |

Platzierungskriterien: 1. Punkte – 2. Siege – 3. Tordifferenz – 4. geschossene Tore

| (M) | amtierender aserbaidschanischer Meister     |
| (P) | amtierender aserbaidschanischer Pokalsieger |
| (N) | Neuaufsteiger aus der Birinci Divizionu     |

## Kreuztabelle
| 2006/07                    | FK Xəzər Lənkəran | Neftçi Baku PFK | FK Baku | İnter Baku | MKT Araz İmişli |     | FK Karvan Yevlax | FK Qarabağ Ağdam | PFK Simurq Zaqatala | PFK Turan Tovuz | Gilan Qəbələ | FK Gənclərbirliyi Sumqayıt | FK Şahdağ-Samur |
| -------------------------- | ----------------- | --------------- | ------- | ---------- | --------------- | --- | ---------------- | ---------------- | ------------------- | --------------- | ------------ | -------------------------- | --------------- |
| FK Xəzər Lənkəran          |                   | 2:1             | 1:0     | 0:0        | 4:1             | 3:2 | 3:1              | 2:0              | 1:1                 | 0:0             | 4:0          | 3:1                        | 3:1             |
| Neftçi Baku PFK            | 1:0               |                 | 1:0     | 0:1        | 3:0             | 3:0 | 3:1              | 0:0              | 1:0                 | 4:2             | 4:1          | 6:1                        | 5:0             |
| FK Baku                    | 0:0               | 0:1             |         | 2:0        | 1:0             | 1:0 | 2:0              | 0:0              | 3:2                 | 2:0             | 1:0          | 3:0                        | 3:1             |
| İnter Baku                 | 0:0               | 0:1             | 0:1     |            | 0:1             | 0:0 | 1:1              | 1:0              | 2:0                 | 1:0             | 2:0          | 4:1                        | 2:0             |
| MKT Araz İmişli            | 0:2               | 1:1             | 2:0     | 0:2        |                 | 0:0 | 1:0              | 1:0              | 1:1                 | 1:0             | 4:1          | 5:1                        | 1:0             |
| FK Olimpik Baku            | 1:2               | 2:1             | 0:0     | 1:0        | 1:0             |     | 1:0              | 0:0              | 3:0                 | 1:0             | 3:1          | 2:0                        | 3:1             |
| FK Karvan Yevlax           | 2:1               | 0:1             | 1:2     | 1:1        | 0:1             | 1:0 |                  | 2:0              | 3:0                 | 2:1             | 3:3          | 3:2                        | 3:1             |
| FK Qarabağ Ağdam           | 1:4               | 0:2             | 1:1     | 0:1        | 1:0             | 1:1 | 1:1              |                  | 1:1                 | 1:1             | 3:2          | 1:0                        | 3:1             |
| PFK Simurq Zaqatala        | 0:1               | 0:1             | 0:0     | 1:2        | 0:1             | 2:2 | 1:1              | 3:0              |                     | 0:0             | 3:1          | 1:0                        | 3:0             |
| PFK Turan Tovuz            | 2:3               | 2:1             | 0:1     | 1:7        | 0:1             | 0:1 | 2:4              | 3:1              | 3:1                 |                 | 0:0          | 4:1                        | 1:1             |
| Gilan Qəbələ               | 0:3               | 1:4             | 0:1     | 0:0        | 0:1             | 0:3 | 1:4              | 0:2              | 1:2                 | 1:0             |              | 2:0                        | 0:0             |
| FK Gənclərbirliyi Sumqayıt | 0:3               | 0:1             | 0:1     | 0:4        | 0:0             | 1:1 | 1:0              | 0:3              | 4:2                 | 2:0             | 0:1          |                            | 1:1             |
| FK Şahdağ-Samur            | 1:5               | 1:1             | 0:0     | 1:5        | 0:0             | 0:0 | 0:2              | 0:0              | 1:3                 | 1:2             | 0:1          | 3:0                        |                 |

## Torschützenliste
| Pl. | Nat.           | Spieler         | Verein            | Tore |
| --- | -------------- | --------------- | ----------------- | ---- |
| 1.  | Aserbaidschan  | Zaur Ramazanov  | FK Xəzər Lənkəran | 20   |
| 2.  | Aserbaidschan  | Xəqani Məmmədov | FK Olimpik Baku   | 13   |
| 3.  | Georgien       | Georgi Adamia   | Neftçi Baku PFK   | 10   |
| 3.  | Aserbaidschan  | Samir Aliyev    | Neftçi Baku PFK   | 10   |
| 3.  | Elfenbeinküste | Yacouba Bamba   | FK Karvan Yevlax  | 10   |